# 417 (số)
417 (bốn trăm mười bảy) là một số tự nhiên ngay sau 416 và ngay trước 418.